# Spilosoma assama
Spilosoma assama är en fjärilsart som beskrevs av Rothschild 1910. Spilosoma assama ingår i släktet Spilosoma och familjen björnspinnare. Inga underarter finns listade i Catalogue of Life.